# Darrell John Kitchener
Darrell John Kitchener (* 9. Juni 1943 in Victoria, Australien) ist ein australischer Zoologe. Sein Forschungsschwerpunkt ist die Mammalogie.

## Leben
1966 erlangte er den Bachelor of Science in den Ausrichtungen Botanik und Zoologie an der University of Tasmania. 1967 graduierte er in Zoologie an University of Tasmania. 1973 wurde er an der University of Western Australia zum Ph.D. promoviert. Von 1972 bis 1994 war er stellvertretender Leiter der Wirbeltierabteilung am Western Australian Museum. Seit 1997 lebt und arbeitet er als unabhängiger Umweltberater in Jakarta, Indonesien. Von 1998 bis Januar 1999 war er Koordinator für die westliche Region von WWF Indonesien. Im November 1998 wurde er Leiter der Sunda-Bioregion von WWF Indonesien. Von Juni 1999 bis Mai 2000 arbeitete er als Park- und Planungsberater für das Indonesien-Programm von The Nature Conservancy (TNC). Von Mai 2000 bis Januar 2002 war er Leiter des terrestrischen Naturschutzprogramms von The Nature Conservancy in Indonesien. Von Januar 2002 bis Juli 2002 war er Planungsberater für die Ökoregion Kalimantan Timur bei The Nature Conservancy.
Mit den indonesischen Sektionen des WWF und TNC leitete Kitchener sieben große internationale Programme, an denen sechs bilaterale Agenturen beteiligt waren. Er betrieb unter anderen Feldarbeit in Nusa Tenggara und Maluku, Osttimor, in Südwestchina, auf den Philippinen und in Sri Lanka.
Zu seinen Tätigkeitsfeldern gehören die öko-regionale Erhaltungsplanung, die Bewertung der Biodiversität in Schutzgebieten, das adaptive Management in Schutzgebieten, die Analyse von Interessengruppen, integrierte Erhaltungs- und Entwicklungsprogramme, Bildungs- und Öffentlichkeitsprogramme, die Umweltprüfung, der Umweltschutz, die Umweltgefahrenanalyse, Dorfschutzabkommen, einschließlich der Kartierung von Landnutzungsflächen, der Kapazitätsaufbau innerhalb von Nichtregierungsorganisationen sowie die Schaffung geeigneter Aktivierungsumgebungen.
Kitchener war 28 Jahre Forschungsbiologe am Western Australian Museum. Während dieser Zeit veröffentlichte er, meist als Seniorautor, über 130 wissenschaftliche Artikel in Fachzeitschriften. Dazu zählen Arbeiten über die Naturschutzgestaltung, das Naturschutzmanagement, die schnelle ökologische Bewertung, die Bewertung der biologischen Vielfalt, die Ökophysiologie, die Inselbiogeographie, die Säugetierreproduktion, die Echsen- und Vogelökologie sowie die Systematik von Säugetieren. Er beschrieb über 55 neue indonesische und australische Säugetierarten und -unterarten aus den Gruppen der Beuteltiere, Nagetiere und Fledermäuse. Damit gehört er zu den eifrigsten Erstbeschreibern von neuen Säugetiertaxa aus Indonesien und Australien in der zweiten Hälfte des 20. Jahrhunderts.

## Dedikationsnamen
Im Jahr 1998 wurde die Skinkart Emoia kitcheneri nach Darrell John Kitchener benannt. Im Jahr 2014 wurde er im Artepitheton der Fledermausart Mormopterus kitcheneri geehrt.